# Gold Digger (miniserie televisiva)
Gold Digger è una miniserie televisiva britannica creata e sceneggiata da Marnie Dickens e vede protagonisti Julia Ormond e Ben Barnes. Ha debuttato il 12 novembre 2019 su BBC One. In Italia è andata in onda su Sky Serie dall'8 al 22 settembre 2021.

## Trama
Dopo aver messo la propria vita dietro le vite di chiunque attorno a lei, una sessantenne benestante inizia una relazione con un uomo con la metà dei suoi anni. I suoi figli insinuano in lei il dubbio che potrebbe trattarsi di un cacciatore di dote.

## Puntate
| nº | Titolo originale | Titolo italiano | Prima TV UK      | Prima TV Italia   |
| -- | ---------------- | --------------- | ---------------- | ----------------- |
| 1  | Her Boy          | Il suo ragazzo  | 12 novembre 2019 | 8 settembre 2021  |
| 2  | Her Daughter     | Sua figlia      | 19 novembre 2019 | 8 settembre 2021  |
| 3  | Her Rival        | La sua rivale   | 26 novembre 2019 | 15 settembre 2021 |
| 4  | Her Husband      | Suo marito      | 3 dicembre 2019  | 15 settembre 2021 |
| 5  | Her Baby         | Il suo bambino  | 10 dicembre 2019 | 22 settembre 2021 |
| 6  | Her Love         | Il suo amore    | 17 dicembre 2019 | 22 settembre 2021 |

## Personaggi e interpreti

### Principali
- Julia Day, interpretata da Julia Ormond, doppiata da Tiziana Avarista.
Ricca sessantenne che si innamora di un uomo più giovane.
- Benjamin Greene, interpretato da Ben Barnes, doppiato da Emiliano Coltorti.
Fidanzato trentaseienne di Julia.
- Patrick Day, interpretato da Sebastian Armesto, doppiato da Marco Vivio.
Avvocato e figlio maggiore di Julia e Ted.
- Della Day, interpretata da Jemima Rooper, doppiata da Perla Liberatori.
Stand-up comedian e figlia di Julia e Ted.
- Leo Day, interpretato da Archie Renaux, doppiato da Danny Francucci.
Figlio venticinquenne di Julia e Ted, che vive con sua madre.
- Cali Okello, interpretata da Karla-Simone Spence.
Figlia di Marsha, turbata per la morte del padre.
- Hazel, interpretata da Julia McKenzie.
Madre di Ted.
- Marsha, interpretata da Nikki Amuka-Bird.
Ex migliore amica di Julia che ha una relazione con Ted.
- Edward "Ted" Day, interpretato da Alex Jennings, doppiato da Franco Mannella.
Ex marito di Julia.

### Ricorrenti
- Eimear Day, interpretata da Yasmine Akram, doppiata da Roberta De Roberto.
Moglie di Patrick.
- Charlotte Day, interpretata da Indica Watson.
Figlia di Patrick e nipote di Julia.
- Kieran, interpretato da David Leon, doppiato da Francesco Pezzulli.
Fratellastro di Benjamin.

## Produzione
Nell'agosto 2018 è stato annunciato che Julia Ormond e Ben Barnes sarebbero stati i protagonisti di una miniserie in sei puntate commissionata da BBC.
Il cast ricorrente include Alex Jennings, Jemima Rooper e Sebastian Armesto.
Le prime tre puntate sono state dirette da Vanessa Caswill. La lavorazione iniziò nel settembre 2018 con le riprese avvenute tra il Devon e Londra.

## Accoglienza

### Critica
La miniserie ha ricevuto recensioni miste dalla critica. Rotten Tomatoes riporta il 57% delle recensioni professionali positive basato su 21 critiche. Il consenso critico del sito web indica: «Visivamente ricercata e tematicamente ambiziosa, ma in definitiva priva di coesione, Gold Digger fa il passo più lungo della gamba.» Metacritic, invece, ha assegnato un punteggio di 66 su 100 basato su 5 recensioni, indicando "recensioni generalmente favorevoli".

## Remake
Nel marzo 2023 è stato annunciato un adattamento italiano intitolato Inganno con protagonisti Monica Guerritore e Giacomo Gianniotti. La miniserie, prodotta da Netflix e diretta da Pappi Corsicato è disponibile dal 9 ottobre 2024.